# HD 10180 d
HD 10180 d es un exoplaneta en órbita a HD 10180, una enana amarilla muy similar a Sol situado a unos 128 años luz del sistema solar en la constelación de Hydrus. Se detectó en el verano de 2010 alrededor de la estrella mediante el método de velocidad radial.

## Características del planeta
El método de velocidad radial no determina el ángulo de órbita del planeta con respecto al plano del cielo o de la línea de visión, de modo que no puede ser determinado. En el caso de HD 10180 d, su masa mínima es de unas 12 veces la masa de la Tierra, un poco menos que la masa de Urano.
Es un planeta tipo "Neptuno caliente" y probablemente un gigante de gas. Su masa se estima inicialmente en 11,75 ± 0,65 la de la Tierra (más pequeño que Urano) y en una órbita ligeramente excéntrica, sin embargo, esto se volvió a estimar con una mayor masa y una órbita menos excéntrica en 2012.